# سیدی زیان
سیدی زیان (به عربی: سيدي زيان) یک شهرداری در الجزایر است که در استان مدیه واقع شده‌است. سیدی زیان ۶۳٫۷۷ کیلومتر مربع مساحت و ۲٬۶۷۱ نفر جمعیت دارد.